# Dassault Mirage 2000N/2000D
El Dassault Mirage 2000N es una variante del caza francés Mirage 2000 diseñada para el ataque nuclear. Forma el núcleo de la fuerza táctica de disuasión nuclear francesa por medios aéreos. El Mirage 2000D es el equivalente para ataque convencional.

## Operadores
Francia
- Ejército del Aire Francés

## Especificaciones

### Características generales
- Tripulación: 2 (piloto y oficial de armas y navegación)
- Longitud: 14,55 m
- Envergadura: 9,13 m
- Altura: 5,15 m
- Superficie alar: 41 m²
- Peso vacío: 7.600 kg
- Peso cargado: 10.680 kg
- Peso máximo al despegue: 17.000 kg
- Planta motriz: 1× turbofán con postcombustión SNECMA M53-P2.
  - Empuje normal: 63,6 kN (6486 kgf; 14 300 lbf) de empuje.
  - Empuje con postquemador: 95,2 kN (9707 kgf; 21 400 lbf) de empuje.

### Rendimiento
- Velocidad máxima operativa (Vno): 2338 km/h (1453 MPH; 1262 kt)
- Radio de acción: 1482 m (4862 ft)
- Alcance en ferry: 3333 m (10 935 ft)
- Techo de vuelo: 18 000 m (59 055 ft)
- Régimen de ascenso: 285 m/s (56 102 ft/min)
- Carga alar: 410 kg/m²
- Empuje/peso: 0,91Misil nuclear ASMP.

### Armamento
- Puntos de anclaje: 5 en total (1 pilón central y 4 pilones subalares) para cargar una combinación de:    
  - Misiles: 

    - 1× Misil aire-tierra nuclear de medio alcance ASMP, en el pilón central
    - 2× Misiles aire-aire R550 Magic para autodefensa, en los pilones sublares externos

  - Otros: 

    - 2× Tanques de combustible externos, en los pilones subalares internos

### Aviónica
- Doble sistema de navegación inercial
- Radar de seguimiento del terreno Antílope 5

### Mirage 2000D
Referencia datos: 

### Características generales
- Tripulación: 2 (piloto y oficial de armas y navegación)
- Longitud: 14,55 m
- Envergadura: 9,13 m
- Altura: 5,15 m
- Superficie alar: 41 m²
- Peso vacío: 7.600 kg
- Peso cargado: 10.680 kg
- Peso máximo al despegue: 17.000 kg
- Planta motriz: 1× turbofán con postcombustión SNECMA M53-P2.
  - Empuje normal: 63,6 kN (6486 kgf; 14 300 lbf) de empuje.
  - Empuje con postquemador: 95,2 kN (9707 kgf; 21 400 lbf) de empuje.
- Capacidad de combustible: 3.100 kg internos + 3.100 kg externos, sonda de reabastecimiento en vuelo

### Rendimiento
- Velocidad máxima operativa (Vno): 2338 km/h (1453 MPH; 1262 kt)
- Radio de acción: 1482 m (4862 ft) con 4 bobmas de 250 kg
- Alcance en ferry: 3333 m (10 935 ft)
- Techo de vuelo: 18 000 m (59 055 ft)
- Régimen de ascenso: 285 m/s (56 102 ft/min)
- Carga alar: 410 kg/m²
- Empuje/peso: 0,91

### Armamento
- Puntos de anclaje: 9 en total (1 pilón central, 4 soporte más en el fuselaje y 4 pilones subalares) con una capacidad de 6.200 kg, para cargar una combinación de:  
  - Bombas: 

    - Bombas de caída libre
    - Bombas frenadas
    - Bomba de racimo Belouga
    - Bomba modular BM 400
    - Bombas antipista BAP 100 y Matra Durandal
    - Bombas guiadas por láser: GBU-10 Paveway II de 956 kg y GBU-12 Paveway II de 227 kg

  - Cohetes: contenedores de 18 cohetes de 68 mm Matra
  - Misiles: 

    - Misiles aire-aire:
      - MBDA MICA IR o R.550 Magic II

    - Misiles aire-superficie:
      - Misil aire-tierra guiado por láser Aerospatiale AS-30L
      - Misil antibuque MBDA Exocet AM.39
      - Misil de crucero MBDA Apache
      - Misil antirradiación Matra Martel

  - Otros: 

    - 1× contenedor de armamento con dos cañones revólver DEFA 554 de calibre 30 mm
    - 1× designador láser con cámara térmica Thomson-CSF CLDP
    - 3× tanques de combustible externos

### Aviónica
- Radar de seguimiento del terreno Antílope 5
- Doble sistema de navegación inercial
- Sistema de posicionamiento global integrado (GPS)
- Mapa digital Icare

### Desarrollos relacionados
- Dassault Mirage 2000
- Dassault Mirage 4000